# Europe PubMed Central
L'Europe PubMed Central (Europe PMC) és un repositori d'accés obert que conté milions de treballs d'investigació biomèdica. El repositori era conegut com a PubMed Central del Regne Unit fins a l'1 de novembre de 2012.

## Servei
EuropePMC ofereix accés gratuït a milions d'articles de recerca biomèdica i de ciències de la vida basats en text. Europe PMC conté anotacions basades en la mineria de text que vinculen articles amb conjunts de dades mèdiques i moleculars externes.
La major part del contingut és reflectida (mirrored) del PubMed Central, que gestiona tot el dipòsit de llibres i revistes. A més d'això, l'Europe PMC ofereix un sistema d'enviament de manuscrits, l'Europe PMC plus que permet als científics dipositar els seus articles d'investigació revisats per parells per inclusió en l'Europe PMC.

## Organització
El projecte de l'Europe PMC va ser originalment llançat el 2007 com el primer web "mirall" del PMC, que pretén preservar l'accés internacional la literatura biomèdica i de ciències de la vida. Forma part d'una xarxa de repositoris del PMC International (PMCI) que inclou el PubMed Central Canada. L'Europe PMC d'Europa no és un "mirall" exacte del banc de dades del PMC, ja que desenvolupa alguns recursos diferents. El 15 de febrer de 2013, el CiteXplore va ser inclòs en l'Europe PubMed Central.
El recurs és gestionat i desenvolupat pel Laboratori Europeu de Biologia Molecular - Institut Europeu de Bioinformàtica (EMBL-EBI), en nom d'una aliança de 27 financiadors d'investigacions biomèdiques i de ciències de la vida, liderats pel Wellcome Trust.
L'Europe PMC té el suport de 27 organitzacions incloent el Consell Europeu d'Investigació, el Consell d'Investigació Mèdica (Regne Unit), el Wellcome Trust i l'Organització Mundial de la Salut.